# سيريل سيمبسون
سيريل سيمبسون (19 أبريل 1874 في المملكة المتحدة - 5 يونيو 1953 في المملكة المتحدة) (بالإنجليزية: Cyril Simpson)‏ هو لاعب كريكت بريطاني وبريطاني (وحمل سابقاً جنسية المملكة المتحدة لبريطانيا العظمى وأيرلندا). لعب مع نادي مقاطعة نورثامبتونشير للكريكت ‏.